# Fernsehturm Goes

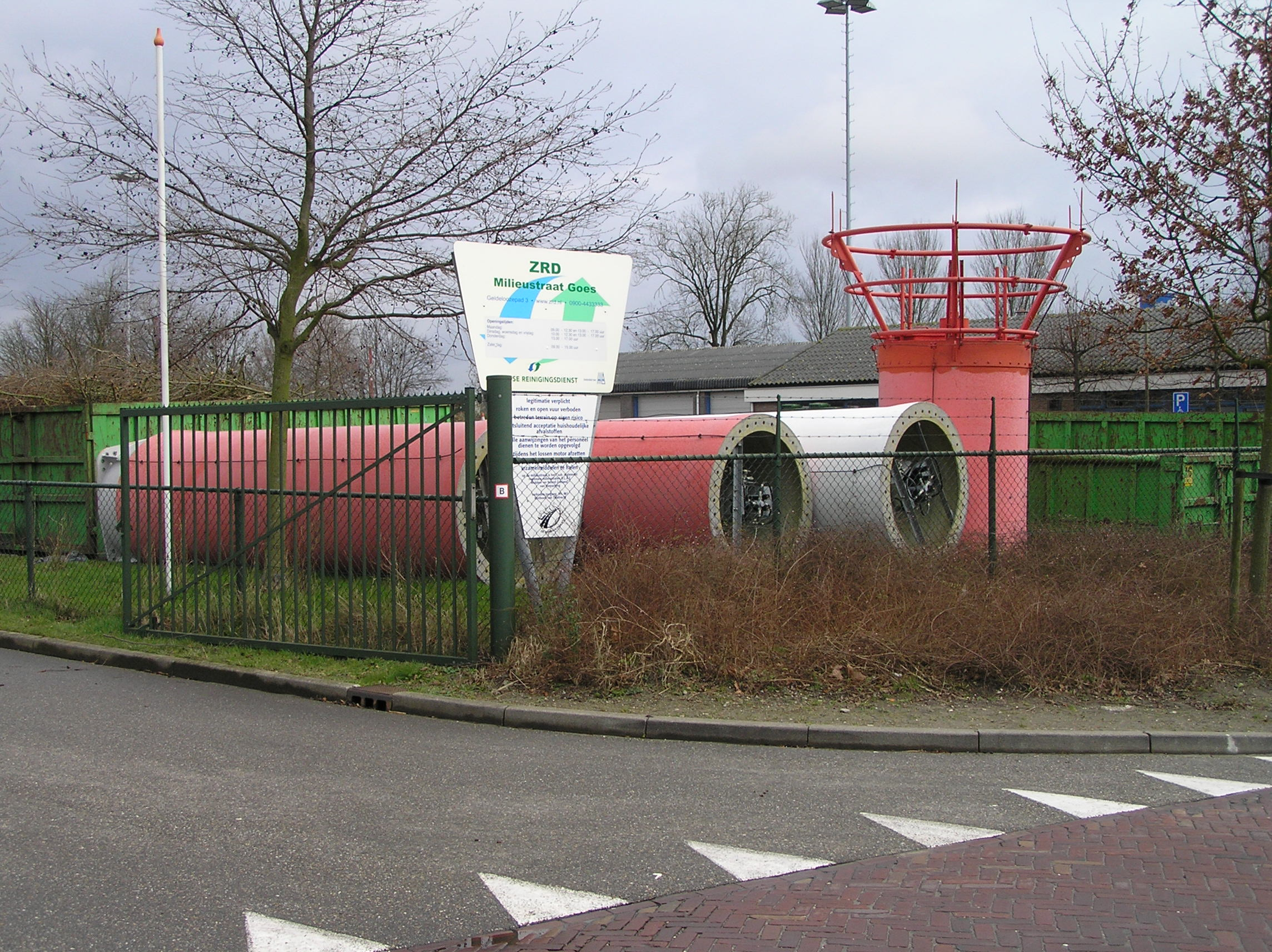
Reste des alten Antennenträgers

Der Fernsehturm Goes ist ein 137 Meter hoher Sendeturm für UKW- und Fernsehsignale in der Nähe von Goes, Niederlande. Der Fernsehturm Goes wurde 1957 ursprünglich mit 153,5 Metern Höhe errichtet. Die offizielle Inbetriebnahme erfolgte am 10. Dezember 1957. Vom 22. bis zum 23. Februar 2007 erhielt der Turm infolge der Umstellung von Analogfernsehen auf Digitalfernsehen eine neue Antenne, die entsprechend kürzer war.